# Mary Black-Suárez
Mary Black-Suárez (23 de agosto de 1962) fundadora de MBS Entertainment y MBS Special Events , es una Productora Ejecutiva y Consultora de Entretenimiento y Eventos Especiales.  
Ha sido Productora Ejecutiva de programas de televisión para canales como Telemundo, Telefutura, Univision, Nickelodeon Latinoamérica. Fue además, por 7 años miembro en la Junta Directiva de The Latin Recording Academy (Latin Grammy) y por 4 años Consejera Ejecutiva en el Comité Directivo de la nombrada academia.
Entre el 2015 y el 2022 se desempeñó como Productora Ejecutiva de los Latín American Music Awards. Desde el 2020 hasta la actualidad es la Productora Ejecutiva de los Latin Billboards Music Awards.

## Primeros años
Mary Black nació en Punta Cardón, Estado Falcon, Venezuela, un 23 de agosto de 1962. Asistió a la Universidad Central de Venezuela y se graduó en 1986 con una Licenciatura en Comunicaciones. Ese mismo año se trasladó a los Estados Unidos en donde reside desde entonces.

## Carrera
En los comienzos de su carrera trabajo en la industria del cine y la televisión en su natal Venezuela. 
A su llegada a los Estados Unidos se radicó en la ciudad de Nueva York trabajando para la cadena SIN (Spanish International Network, luego conocida como Univisión) en el programa matutino “Mundo Latino” conducido por Lucy Pereda y Jorge Ramos.
En 1987 se trasladó a la ciudad de Los Ángeles participando como productora en los programas independientes (Desde Hollywood, Tu Música y Fama y Fortuna) producidos para Univisión.
Desde 1989 hasta 2001, Mary trabajó como Productora de eventos especiales para Univisión, convirtiéndose al poco tiempo en la Productora Ejecutiva y Directora del Departamento de Especiales de esa cadena. Bajo esa función produjo varios eventos anuales, incluyendo “Premio lo Nuestro”, “Festival de la Calle 8”, “Noche de Carnaval”, “La Fiesta Broadway” y “Nuestra Belleza Internacional” y programas especiales como “Cuéntamelo” y “Fin De Año”. Allí fue también la Productora Ejecutiva del programa de transmisión en directo de 26 horas “Feliz Milenio”, que cubrió las celebraciones del nuevo milenio en todo el mundo con la conducción de Don Francisco.
En 2001, Mary funda su propia empresa de consultoría de entretenimiento, MBS Entertainment, con sede en Miami. Bajo el nombre de su compañía, ha llevado la Producción Ejecutiva de varios programas en TeleFutura, Fox Sports Latin America, Freemantlemedia Latinoamérica, PBS, The Latin Recording Academy y Univisión. También fue Productora Ejecutiva del concierto de fin de año de Pitbull en 2012 y 2013.
En 2009, para Sony Music Latin, trabajo la producción ejecutiva del especial “Primera Fila de Thalia”, el cual fue nominado a un Latin Grammy(c) como video musical en formato largo. Mary fue la productora ejecutiva de la Persona Del Ano 2009 para la Academia Latina de la Grabación donde se distinguió a Juan Gabriel por su extraordinaria trayectoria y su gran labor social. Esta celebración contó con la participación de grandes estrellas en un gran homenaje al Divo de Juarez.
En 2011, Mary fue cofundadora de SOMOS Productions, de la que también fue Directora de Operaciones. Bajo el nombre de SOMOS Productions, ha trabajado como Productora Ejecutiva para Telemundo: Billboard Premios Regionales de Música Mexicana, Latin American Music Awards y “Todos Somos Héroes”; Para Nickelodeon Latinoamérica: “En Mi Cuadra Nada Cuadra”, “Que Chance Tengo” y “Vikki RPM”. 
Bajo su liderazgo logra llevar a la pantalla chica el biopic sobre la vida de Juan Gabriel en la serie “Hasta Que Te Conocí”, en colaboración con Disney Media Distribution Latin América, la cual fue nominada a un Emmy Internacional. También desarrolló la serie “Súbete A Mi Moto”, junto a EndemolShine Boomdog y Pinolywood, que narra la historia del grupo musical Menudo contada por su creador. 
En 2020, bajo MBS Special Events, comienza a producir para Telemundo los Latin Billboards Music Awards, celebrando lo mejor de la música Latina.

## Premios y Nominaciones
Mary Black-Suarez ha sido reconocida por su trabajo y ha recibido varios premios por los programas que ha producido, entre ellos seis Suncoast Regional Emmy Awards, dos A.C.C.A. Awards, un premio Premios TV y Novelas. 
Acumula dos nominaciones en los Premios Emmy Internacional, por la serie Biopic “Hasta Que Te Conocí” y por el evento especial “Latin American Music Awards 2021 “. También ha sido nominada en los Latin Grammy al Mejor Video Musical Versión Larga por “Primera Fila” de Thalía.

## Vida personal
Mary Black-Suárez lleva casada más de 34 años con Francisco "Cisco" Suárez, actualmente Vicepresidente Ejecutivo de Telemundo, y tienen 3 hijos ya adultos.